# ディーン・リーパー
ディーン・リーパー(Dean Leeper,1920年11月12日 - 1954年9月26日)は、アメリカ合衆国出身のキリスト教青年会 (YMCA) に所属した宣教師。デーン・リーパーとも表記される。

## 生涯

### 初期
1920年、イリノイ州ファーミントンで父ハリ―・リーパー(Harry Leeper)と母ビビアン・リーパー(Vivan Leeper)の子として生まれる。1938年、イリノイ大学農学部に入学し、YMCAに入会する。1941年にイリノイ大学のYMCA会長に選ばれる。1942年6月、大学を卒業。全米学生伝道団の巡回主事に任じられ、全米を巡回する。
1943年9月、シアトルのワシントン大学国際会館の監事に就任、日系人学生を中心としたアジア系学生の世話をする。

### 語学兵時代
1944年、アメリカ海軍に招集され、日本語教育機関に志願して選ばれ、コロラド大学で日本語を学ぶ。
除隊後に中国伝道を志してエール大学で中国語を学び始めるが、1945年に再び陸軍に召集される。6月、軍籍にある間にマージョリー・ケイヴィン(Marjorie Cavins)と結婚する。日本に進駐軍の語学兵として派遣されることを断り、除隊を申し出る。1946年に正式に陸軍を除隊する。
9月からイェール大学神学部で勉強を始める前に、夫婦で全米を貧乏旅行する。1947年、ガレット神学校に進学して、イリノイ大学のメソジスト・ファウンデーションに就任して学生伝道を行っている時に、1947年11月20日に長男スティーブン(Steven)が生まれる。

### 日本派遣宣教師
1948年10月、日本YMCA同盟の要請で北米カナダYMCA同盟から日本派遣主事に選ばれ、1949年12月28日に渡日する。1949年4月26日、次男デイヴィッド(David)が誕生する。
1951年12月から翌年1月まで、WSCF主催「アジア大学問題研究協議会」に日本代表として出席する。1952年1月21日、長女リンダ(Linda)が東京で生まれる。1953年2月にアジア・エジプト・ギリシャ・ヨーロッパを経て帰米、エール大学神学部で組織神学を学ぶ。
1954年、エール大学より神学士を授与され、按手礼を受けて牧師になる。エヴァンストンで開かれた第二回世界教会会議に出席。

### 海難死
1954年9月5日に家族で来日して、9月22日に学生キリスト運動の現状を知るために北海道を訪れ、北海道大学に立ち寄った後仙台へと向かう道中26日に函館港より青函連絡船洞爺丸に乗船する。偶然、カナダのメソジスト派の宣教師アルフレッド・ストーンとドナルド・オースと同船する。9月26日午後10時45分に台風15号により洞爺丸が横転沈没し、ストーンと共に海難死する。
5日後に七重浜に遺体があがる。海難死する直前に、混乱する乗客を手品で和ませたり、ストーンと共に日本人の子供に自分の救命胴衣を着せたことが、生き残ったドナルド・オースの証言により分かっている。ストーンとリーパーに救命胴衣をもらった日本人は生還し、このことを親族が新聞社に伝えたことで報道された。

### 死後
1955年3月21日　三男ケニー(Kenny)が生まれる。
長男スティーブン・リーパーは、2007年外国人として初めて広島平和文化センター（広島平和記念資料館の運営母体）の理事長に就任した（2013年まで）。
日本YMCA同盟では彼を称え「ディーン・リーパー・メモリアルロッジ」という施設を国際青少年センターYMCA東山荘に2010年に作っている。

## リーパーを描いた書籍
- 森下研『ひびけ愛北の海をこえて 洞爺丸とともに波にきえたディーン・リーパー』鴇田幹絵 PHP愛と希望のノンフィクション　1988
- 篠 輝久『残されたもの　-ディーン・リーパー物語-』リブリオ出版、1989年12月20日
- 上前淳一郎『洞爺丸はなぜ沈んだか』文芸春秋、1980年11月25日